# Promoe
Nils Mårten Ed (nasceu em 28 de Abril de 1976) conhecido como Promoe é um rapper sueco e membro do grupo sueco de hip hop, Looptroop Rockers que foi formado em Västerås, Suécia em 1992. Ele lançou seu quarto álbum em 2009, intitulado Kråksången, e posteriormente de alguns anos seguindo com a mixtape Bondfångeri. Promoe tinha um passado de grafitagem e muitas das músicas dele lidam com o grafite.

## Discografia
- 1996: Fuck A Record Deal (EP com Akem e Looptroop.)
- 2001: Government Music
- 2004: Long Distance Runner
- 2006: White Man's Burden
- 2007: Standard Bearer (Filme documentário e show ao vivo em DVD plus e um CD com faixas raras.)
- 2009: Kråksången
- 2009: Generation Kill
- 2009: Lullabies to myself
- 2009: Bondfångeri (Mixtape)[1]
- 2010:  Scimmie Metropolitane (Boo Boo Vibration e Promoe.)

## Vida pessoal
Promoe também ama Futebol. Ele é um fã de IFK Göteborg.